# Callista Gingrich
Callista Louise Bisek coniugata Gingrich (Whitehall, 4 marzo 1966) è un'imprenditrice, politica, diplomatica e ambasciatrice statunitense.

## Biografia
Ambasciatrice degli Stati Uniti presso la Santa Sede dal 2017 al 2021, il 23 dicembre 2024 è stata nominata dal neoeletto presidente Donald Trump ambasciatrice statunitense presso la Confederazione elvetica.

## Vita privata
È sposata con l'ex presidente della Camera dei rappresentanti degli Stati Uniti e candidato presidenziale repubblicano del 2012 Newt Gingrich.